# Heulandite-Na
L'heulandite-Na (simbolo IMA: Hul-Na) è un minerale del gruppo delle zeoliti, all'interno del quale viene collocata nel sottogruppo dell'heulandite; appartiene alla famiglia dei "silicati" e possiede composizione chimica (Na,Ca,K)6(Si,Al)36O72 • 22H2O
Essendo una zeolite, strutturalmente appartiene ai tectosilicati.

## Etimologia e storia
L'heulandite fu descritta da Henry James Brooke, che chiamò il minerale in onore del collezionista e commerciante di minerali inglese John Henry Heuland (1778-1856) che l’aveva rinvenuta nell'est dell'Islanda, a Teigarhorn. Il suffisso Na sta a indicare il catione predominante, in questo caso il sodio, in accordo con la riorganizzazione della nomenclatura delle zeoliti.

## Classificazione
La classica nona edizione della sistematica dei minerali di Strunz, aggiornata dall'Associazione Mineralogica Internazionale (IMA) fino al 2009, l'heulandite-Na è elencata nella classe "9. Silicati (germanati)" e nella sottoclasse "9.G Tettosilicati con H2O zeolitica; famiglia della zeolite"; questa viene ulteriormente suddivisa in base alla struttura del minerale in modo da trovare l'heulandite-Na nella sezione "9.GE Catene di tetraedri T10O20" dove insieme a diversi minerali tra cui la clinoptilolite-Ca, clinoptilolite-K, clinoptilolite-Na, heulandite-Ba, heulandite-Ca, heulandite-K e heulandite-Sr forma il sistema nº 9.GE.05.
Tale classificazione viene mantenuta anche nell'edizione successiva, proseguita dal database "mindat.org" e chiamata Classificazione Strunz-mindat.
Nella Sistematica dei lapis (Lapis-Systematik) di Stefan Weiß l'heulandite-Na si trova nella classe dei "silicati" e nella sottoclasse dei "tectosilicati (con zeoliti)"; qui forma il "gruppo delle zeoliti; zeoliti fogliate" con il numero di sistema VIII/J.23 insieme a heulandite-Ba, heulandite-Ca, heulandite-K, heulandite-Sr, clinoptilolite-Na, clinoptilolite-K, clinoptilolite-Ca, stilbite-Na, stilbite-Ca, barrerite, stellerite, goosecreekite, epistilbite, brewsterite-Sr e brewsterite-Ba.
Anche la classificazione dei minerali secondo Dana, usata principalmente nel mondo anglosassone, l'heulandite-Na si trova nella famiglia dei "silicati"; qui è nella classe dei "tectosilicati; gruppo delle zeoliti" e nella sottoclasse delle "zeoliti originali" dove si trova nella sezione dell' "heulandite e specie correlate" dove forma il sistema nº 77.01.04.

## Abito cristallino
L'heulandite-Na cristallizza nel sistema monoclino nel gruppo spaziale Cm (gruppo nº 8) con i parametri reticolari a = 7,46 Å, b = 17,84 Å, c = 15,88 Å e β = 91,433°, oltre ad avere 2 unità di formula per cella unitaria.

## Origine e giacitura
L'heulandite-Na non è un minerale comune e pertanto è stato trovato solo in pochi siti. La sua località tipo è una cava senza nome nei pressi di Challis, nella contea di Custer (Idaho, Stati Uniti). Sempre negli Stati Uniti il minerale è stato trovato nelle contee di Kern (California), Mineral (Colorado) e Jefferson (Oregon).
Altri ritrovamenti si sono avuti in Russia (territori della Kamčatka e della Transbajkalia); in Giappone (prefettura di Fukuoka); Namibia (Aris, regione di Khomas); Spagna (Tenerife); Norvegia (Holmestrand); Grecia (isola di Tinos); Austria (Pucking).
In Italia l'heulandite-Na è stata trovata a Omegna (Piemonte); Gambellara, Monte di Malo e Montecchio Maggiore (Veneto).

## Forma in cui si presenta in natura
L'heulandite-Na è trasparente, con lucentezza da vitrea a perlacea. Può essere incolore, ma anche bianca, marrone, rossa, gialla o verde, mentre il colore del suo striscio è sempre bianco.

## Proprietà
Analisi chimiche hanno dimostrato che il rapporto silicio/alluminio all'interno dell'heulandite-Na è inferiore a 4. Alla luce ultravioletta sia a onde corte, che a onde lunghe assume color giallo-verdastro.